# Écoulement multiphasique
Un écoulement multiphasique (ou polyphasique) est un écoulement d'un fluide comportant plusieurs phases distinctes (liquide, gaz et/ou solide). Il peut s'agir par exemple de bulles de gaz dans un liquide, de deux liquides non-miscibles ou de particules solides dans un gaz. Ces écoulements se retrouvent dans de nombreux contextes, à la fois dans des milieux naturels ou dans des systèmes industriels. L'étude des écoulements multiphasiques est un champ de la mécanique des fluides. Dans le cas où deux phases sont en présence, on parle d'écoulements diphasiques.

## Adaptation des équations du mouvement d'un fluide
Équation générale : il est possible de réécrire l'équation du mouvement de base de tout fluide (équation de Navier-Stokes) pour un fluide polyphasique.
Exemples d'application :
- application particulière au cas d'une bulle de gaz : équation de Rayleigh-Plesset ;
- industrie pétrolière : déplacement des fluides dans les gisements (liquides et gaz, eau et huile, etc.) ;
- stockage de CO2, H2 ou N2 dans des aquifères profonds.